# Erkennungssignal

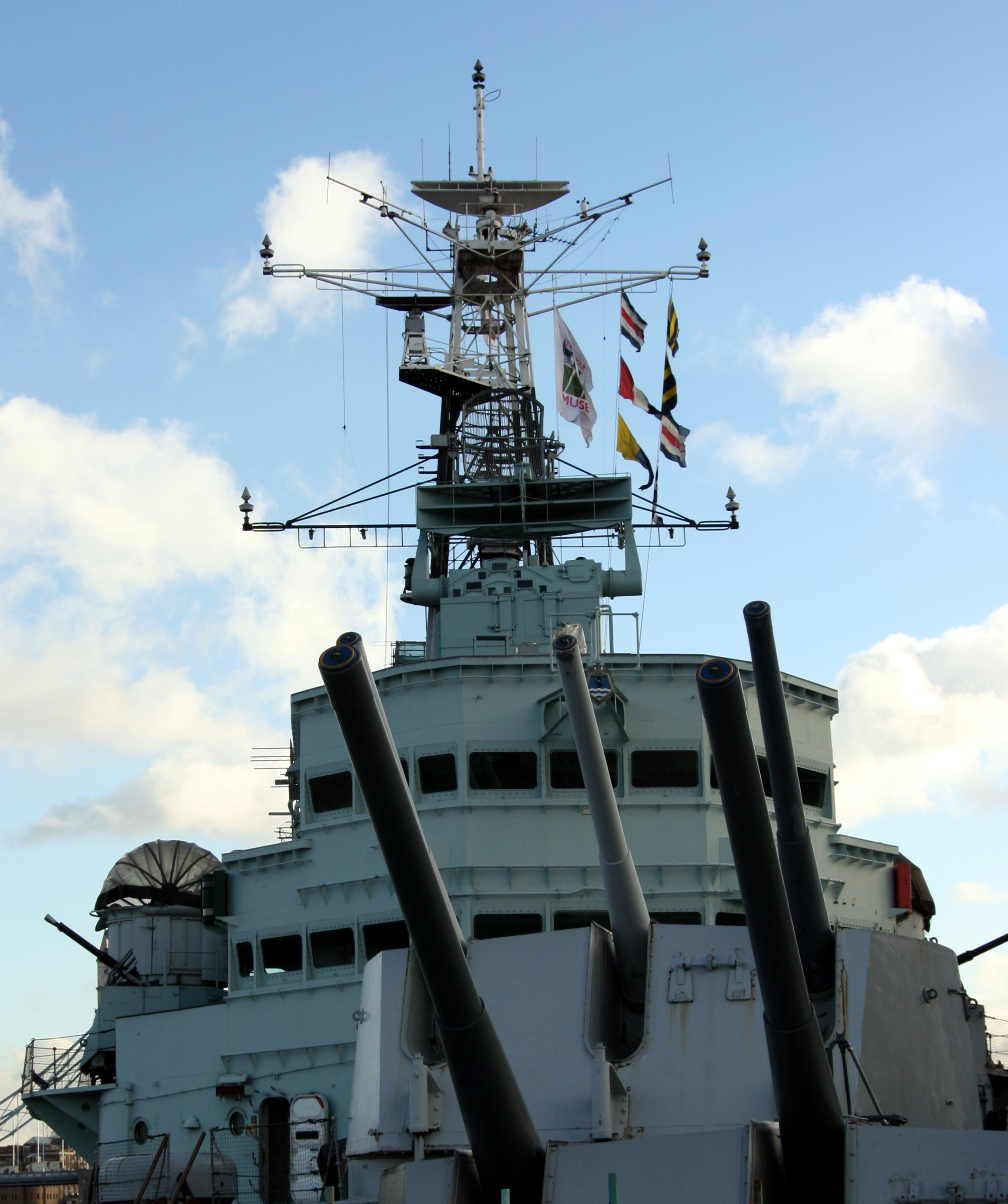
Signalflaggen als Erkennungssignal eines Schiffs

Ein Erkennungssignal (Abkürzung: ES, auch: Erkennungszeichen) ist ein Signal, das zur möglichst eindeutigen Erkennung einer Person, eines Lebewesens oder einer Sache dient. Beispielsweise können zwei Menschen, die sich nicht kennen und zu einem Rendezvous verabreden, vereinbaren, als Erkennungssignal eine rote Rose zu tragen. Hoheitszeichen, beispielsweise das Tatzenkreuz der Bundeswehr, sind wichtige Erkennungszeichen und dienen zur Erkennung der Zugehörigkeit zu einem Staat.

## Polizei
Bei Einsätzen der Polizei sieht man auf den Rücken der Beamten häufig geometrische Symbole wie Quadrate oder Kreise. Diese dienen zur Erkennung der Funktion, Aufgabe oder Einheit des Polizisten und erleichtern den Kollegen die individuelle Zuordnung, die aufgrund der Uniformierung ansonsten schwierig wäre.

## Militär
Grundsätzlich sind Uniformen, Wappen oder Flaggen wichtige militärische Erkennungssignale, die zur Kennzeichnung von Soldaten, Tieren, Fahrzeugen, Schiffen oder Flugzeugen dienen. Speziell werden Parolen verwendet, um sich bei Annäherung als „Freund“ erkennen zu geben. Eine Alternative ist das Zeigen von Signalflaggen unter Benutzung des Flaggenalphabets oder farbige Leuchtkugeln, die von Signalpistolen in die Luft geschossen werden. Außer offenen gibt es auch geheime Erkennungssignale (siehe auch: ES-Schieber).

## Tierreich

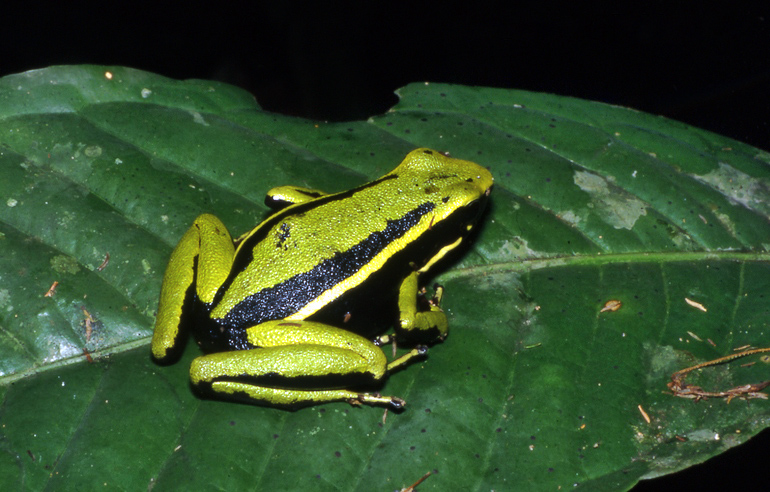
Die hellgrüne Farbe dient bei diesem Giftfrosch nicht zur Tarnung, sondern als Erkennungssignal für seine Gefährlichkeit

Im Tierreich dienen Farben oder Duftstoffe als Erkennungssignale. Beispiele sind auffällige Farben wie „Giftgrün“, mit denen sich ein Pfeilgiftfrosch als gefährlich zu erkennen gibt, oder der Duft eines Bibers, mit dem er sich für Sexualpartner empfiehlt und seine Reviergrenzen markiert.